# Dorjia tenzingi
Dorjia tenzingi är en skalbaggsart som beskrevs av Holzschuh 1989. Dorjia tenzingi ingår i släktet Dorjia och familjen långhorningar. Inga underarter finns listade i Catalogue of Life.